# Claude Jaermann
Claude Jaermann (* 1958 in Basel) ist ein Texter, Journalist und Comicautor. Bekannt ist er für den Comic-Strip «Eva», der von 2001 bis 2017 täglich im Tages-Anzeiger erschien. Er arbeitete von 1991 bis 2017 im Team mit dem Zeichner Felix Schaad zusammen.

## Leben
Nach dem Besuch der Handelsschule in Zürich begann er als Werbeberater, Konzepter und Texter in einer Werbe-Agentur zu arbeiten. 1991 kreuzte er zum ersten Mal den Weg mit Felix Schaad. Heute ist er selbständiger Texter, Konzepter und Comicautor. Zudem schreibt er für das Magazin Spuren. Ebenso leitete er von 2010 bis 2016 mit Kristina Pfister Seminare für Paare und ist mit ihr Co-Autor der «SexKiste der Liebe». Er betätigt sich auch als Liedermacher und brachte zwei CDs mit eigenen Liedern auf den Markt. Von 2018 bis 2024 arbeitete er im NONAM, Nordamerika Native Museum in Zürich. Er lebt in Winterthur.

## Werke
- Claude Jaermann und Felix Schaad: Zwickypedia, Winterthur: Sewicky, 2011. 298 S. ISBN 978-3-9523080-9-7
- Claude Jaermann und Kristina Pfister: SexKiste der Liebe, Zumikon: Hirschi + Troxler, 2009. 64 S. ISBN 978-3-9523427-0-1